# Preludio op. 59 n. 2 (Skrjabin)
Il Preludio op. 59 n. 2 è uno degli ultimi lavori scritti da Aleksandr Nikolaevič Skrjabin, completato nel 1910, cinque anni prima della sua morte. È annotato come "Sauvage, Belliqueux" (Selvaggio/Bellicoso).